# Scientia Poetica
Scientia Poetica. Jahrbuch für Geschichte der Literatur und Wissenschaften ist eine literaturwissenschaftliche Fachzeitschrift. Sie ist seit 1997 ein transdisziplinäres Forum für das Verhältnis von Literatur- und Wissenschaftsgeschichte und für die historische Analyse der Wechselwirkungen zwischen den (Natur-)Wissenschaften und der Literatur(-Wissenschaft) in den Theoriebildungs- und Reflexionsprozessen vom hohen Mittelalter bis zur Gegenwart. 
Das Jahrbuch publiziert neben Abhandlungen und Rezensionen auch Forschungsdiskussionen zu aktuellen Themen. Die Beiträge sind peer reviewed.

## Geschichte
Das Jahrbuch wurde 1997 von Lutz Danneberg, Horst Thomé, Wilhelm Schmidt-Biggemann und Friedrich Vollhardt gegründet. Aktuelle Herausgeber sind Andrea Albrecht, Lutz Danneberg, Gerhard Regn, Wilhelm Schmidt-Biggemann und Friedrich Vollhardt. Den Beirat bilden Moritz Epple, Monika Fick, Anthony Grafton, Herbert Jaumann, Diethelm Klippel, Wilhelm Kühlmann, Barbara Mahlmann-Bauer, Jan-Dirk Müller, Hugo Barr Nisbet, Wolfgang Proß, Jörg Schönert und Peter Strohschneider.
Die geschäftsführende Redaktion der Zeitschrift befand sich in den Jahren bis 2017 in Stuttgart und hat seit 2018 ihren Sitz an der Universität Heidelberg.
Seit dem Jahr 2004 erscheint das Jahrbuch Scientia Poetica nach der Übernahme des Max Niemeyer Verlags durch den Verlag Walter de Gruyter bei De Gruyter.